# Qaḑā' ‘Īrā wa Yarqā
Qaḑā' ‘Īrā wa Yarqā är en kommun i Jordanien.   Den ligger i guvernementet Balqa, i den norra delen av landet, 25 km väster om huvudstaden Amman.